# Pangasius rheophilus
Pangasius rheophilus är en fiskart som beskrevs av Laurent Pouyaud och Guy G. Teugels 2000. Pangasius rheophilus ingår i släktet Pangasius och familjen Pangasiidae. Inga underarter finns listade i Catalogue of Life.